# Симфония № 8 (Сибелиус)

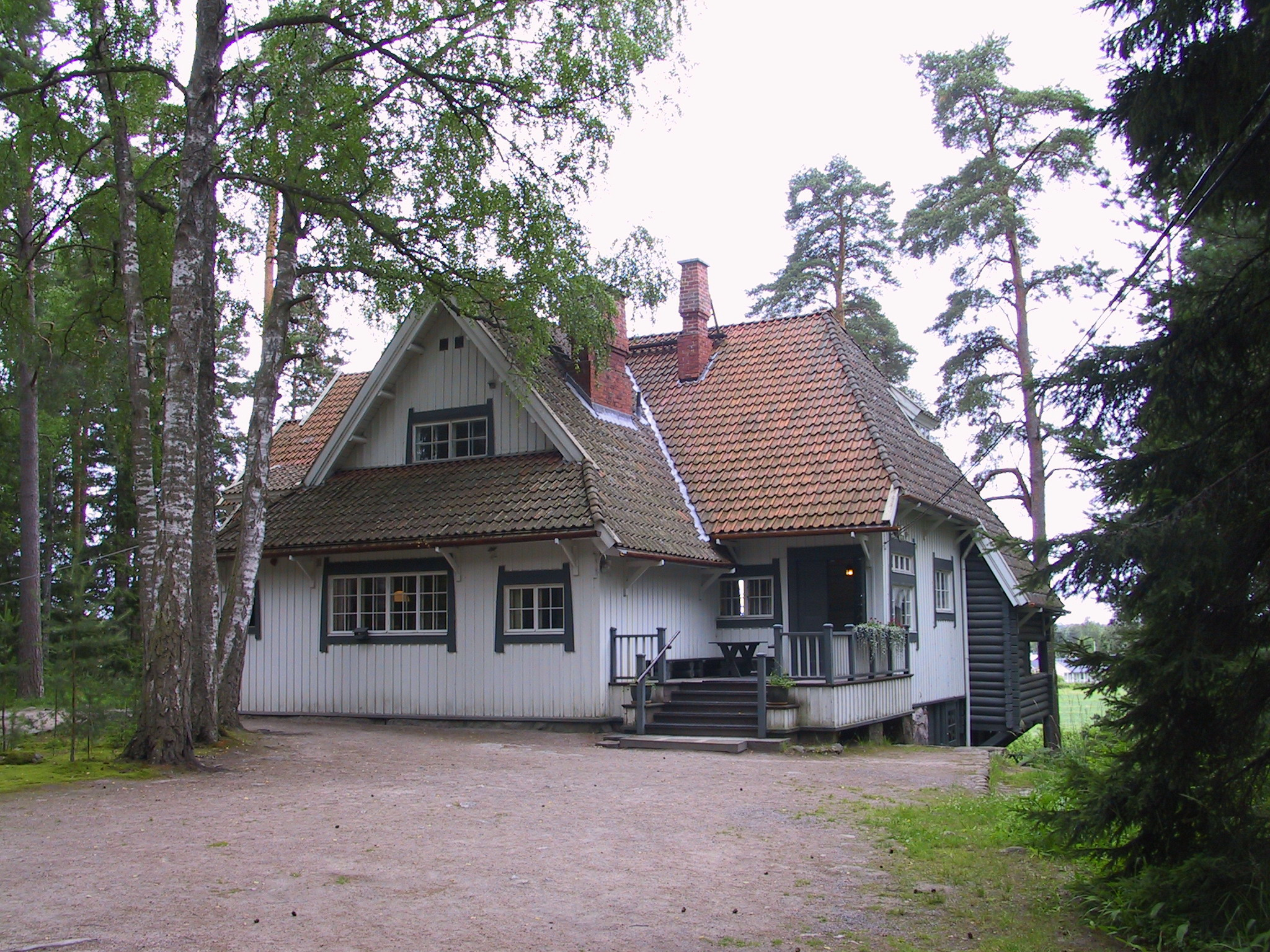
Айнола, дом Сибелиуса

Симфония № 8 Яна Сибелиуса была его последним крупным композиторским проектом, которым он занимался с середины 1920-х годов примерно до 1938 года. Это произведение никогда не было опубликовано. Композитор неоднократно откладывал премьеру Восьмой симфонии, утверждая, что ещё работает над ней. Согласно сообщениям семьи Сибелиуса, в 1945 году композитор сжёг партитуру произведения.
Сибелиус был наиболее известен как композитор-симфонист. Его Седьмая симфония (1924) получила широкое мировое признание, и в то время не было никаких оснований полагать, что поток новаторских оркестровых произведений не будет продолжаться. Однако после написания симфонической поэмы «Тапиола» в 1926 году творчество Сибелиуса ограничилось сравнительно небольшими пьесами и переработками более ранних произведений. В 1930-х годах композитор уже поручил первое исполнение Восьмой симфонии Сергею Кусевицкому и Бостонскому симфоническому оркестру, но по мере приближения запланированной даты Сибелиус начинал утверждать, что произведение не готово к исполнению. Считается, что перфекционизм Сибелиуса и его высокая репутация помешали ему завершить симфонию; композитор хотел, чтобы новое произведение было намного лучше предыдущей симфонии.
После смерти Сибелиуса в 1957 году была обнародована новость об уничтожении партитуры Восьмой симфонии, и предполагалось, что произведение исчезло навсегда. Но в 1990-х годах, когда каталогизировались многочисленные наброски композитора, учёные впервые подняли вопрос о том, что фрагменты утраченной симфонии могли уцелеть. В 2004 году музыкальный теоретик Норс Джозефсон сказал: «Учитывая обилие сохранившегося материала для этой работы, можно с большим нетерпением ожидать восстановления всей композиции». Другой исследователь, Тимо Виртанен, высказался более сдержанно, придя к выводу, что ни один из набросков нельзя с уверенностью отнести к Восьмой симфонии. 
Три наброска Сибелиуса (общей продолжительностью менее трёх минут) были записаны Хельсинкским филармоническим оркестром 30 октября 2011 года.